# Xã Wall Lake, Quận Wright, Iowa
Xã Wall Lake (tiếng Anh: Wall Lake Township) là một xã thuộc quận Wright, tiểu bang Iowa, Hoa Kỳ. Năm 2010, dân số của xã này là 106 người.